# 세계혁명

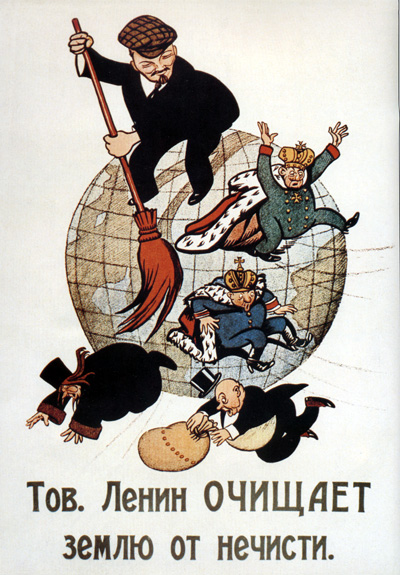

세계혁명(世界革命)은 사회주의 혁명을 세계 규모로 실현하려는 사상이나 그러한 행동을 뜻한다.
블라디미르 레닌은 사회주의 혁명이 일어나지 못한 자본주의국가가 제국주의에 의해 침략받을 수 있다고 주장하였다. 이 때문에 레닌주의자들은 사회주의 혁명을 국가 전체에 걸친 혁명으로 귀속하게 하지 않고 국제적 규모의 운동이 활발히 일어나야 한다고 주장한다.

## 같이 보기
- 사회주의 혁명
- 공산주의
- 프롤레타리아 독재